# Coppa Bernocchi 1979
La Coppa Bernocchi 1979, sessantunesima edizione della corsa, si svolse il 19 agosto 1979 su un percorso di 217,5 km. Era valida come evento del circuito UCI categoria CB1.1. La vittoria fu appannaggio dell'italiano Valerio Lualdi, che terminò la gara in 5h08'00", alla media di 42,463 km/h, precedendo i connazionali Ottavio Crepaldi e Francesco Moser. L'arrivo e la partenza della gara furono a Legnano.
Sul traguardo di Legnano 81 ciclisti, su 123 partenti, portarono a termine la manifestazione.

## Ordine d'arrivo (Top 10)
| Pos. | Corridore                | Squadra     | Tempo    |
| ---- | ------------------------ | ----------- | -------- |
| 1    | Valerio Lualdi           | Bianchi     | 5h08'00" |
| 2    | Ottavio Crepaldi         | Scic        | a 1"     |
| 3    | Francesco Moser          | Sanson      | a 2"     |
| 4    | Giuseppe Martinelli      | San Giacomo | s.t.     |
| 5    | Giovanni Battaglin       | Inoxpran    | s.t.     |
| 6    | Roberto Ceruti           | Magniflex   | s.t.     |
| 7    | Sergio Santimaria        | Mecap       | s.t.     |
| 8    | Gianbattista Baronchelli | Magniflex   | s.t.     |
| 9    | Arnaldo Caverzasi        | Scic        | s.t.     |
| 10   | Pierino Gavazzi          | Zonca       | s.t.     |